# Dusit Chalermsan
Dusit Chalermsan (tiếng Thái: ดุสิต เฉลิมแสน sinh ngày 22 tháng 4 năm 1970) là huấn luyện viên bóng đá và đã từng là cầu thủ bóng đá chuyên nghiệp người Thái Lan. Ông là cựu tuyển thủ quốc gia bóng đá Thái Lan giai đoạn 1996-2004.

### Danh hiệu
Đội tuyển quốc gia
- Đại hội thể thao Đông Nam Á  Huy chương vàng: 1993, 1995, 1997, 1999
- Giải bóng đá vô địch Đông Nam Á  Vô địch: 1996, 2000, 2002
- Đại hội thể thao châu Á xếp thứ tư: 1998, 2002
- King's Cup  Vô địch: 1994, 2000, 2006
- Cúp độc lập Indonesia  Vô địch: 1994

Câu lạc bộ
BEC Tero Sasana
- Thai Premier League  Vô địch: 2001
- AFC Champions League Á quân: 2002/03

Mohun Bagan A.C.
- I-League Á quân: 2000/01

Hoàng Anh Gia Lai
- V-League  Vô địch: 2003, 2004
- Siêu cúp Việt Nam  vô địch: 2003, 2004